# 禁鳥
禁鳥（きんちょう）あるいは保護鳥（ほごちょう）は、無断の捕獲が禁止され、保護の対象となる鳥類を指す。

## 古来の禁鳥制度
江戸時代の禁鳥制度の主な目的は狩猟の獲物確保を目的として幕府や地主などから発布されるもの、地域住民の信仰上の観点から自主的、慣例的に捕獲が禁じられるものの2種類が存在した。
主に鶴や白鳥などが禁鳥の対象とされ、それにまつわる逸話も残されている。荻生徂徠の『政談』において、徳川家綱の生母宝樹院の両親が鶴を密猟して処刑された話や、下総国相馬郡の村において鶴を1羽殺したことにより10人の農民が処刑された話などが紹介されている。

## 日本の保護鳥制度
明治維新をきっかけとし、江戸時代の禁鳥制度が廃止され、野生鳥獣の乱獲が進んだ。明治政府は1872年に『鉄砲取締規則』、1873年に『鳥獣猟規則』、1892年に『狩猟規則』を公布し、捕獲を禁止する鳥類として12種を保護鳥として指定した。また、保護鳥は別に捕獲禁止期間指定種を設け、保護鳥および期間指定鳥に対しての売買も禁じている。1895年には『狩猟規則』が『狩猟法』へ改正され、小雀や郭公など4種が保護鳥に追加された。1910年に再び改正が行われ、60種を超える鳥類が保護対象となった。
1918年には本法律に関する抜本的な見直しが図られ、旧来の『指定種のみ捕獲を禁止する』ものから『指定種のみ捕獲を許可する』とする野鳥捕獲原則禁止の方針へ転換がなされた。